# Zrmanja Vrelo
Zrmanja Vrelo maleno je mjesto ispod same planine Poštak, točnije ispod strme, gotovo okomite stijene koja se zove Misije. Nalazi se u sastavu općine Gračac.
Misije su visoke oko 200 metara, a podno njih je nekoliko izvora rijeke Zrmanje. Potočiči se sastaju pred branom Prezid. Brana je sagrađena još u doba Kraljevine Jugoslavije (1924) radi reguliranja toka radi sprečavanja bujica da ne odnose materijal nizvodno što je bio veliki problem tog kraja. Bujice su ispirale okolno tlo, a i plavile okolna polja. U isto vrijeme kada je izgrađena brana Prezid, tok Zrmanje je reguliran nasipima i obala je ozidana kamenom. Prolaskom kroz Zrmanju Vrelo rijeka stiže do naselja Zrmanja Kasar, koje je nekada bilo administrativno središte općine Zrmanja. Danas je tu sve više povratnika, mahom starijih ljudi koji se bave poljoprivredom, stočarstvom i pčelarstvom. Vrelo Zrmanja svoje je zlatno doba imala za vrijeme Austrougarske, kada je tu bila vojna postaja. Mjesto je imalo uz općinu i školu, poštu, dućan, gostionu i konak, a sve navedeno je vodio mjesni veleposjednik, trgovac na veliko i poštar, Pavle Šulentić. 

## Stanovništvo
| broj stanovnika | 954   | 1231  | 779   | 859   | 846   | 882   | 923   | 721   | 478   | 508   | 454   | 336   | 238   | 180   | 44    | 28    | 11    |
|                 | 1857. | 1869. | 1880. | 1890. | 1900. | 1910. | 1921. | 1931. | 1948. | 1953. | 1961. | 1971. | 1981. | 1991. | 2001. | 2011. | 2021. |